# Falsomordellistena kleckai
Falsomordellistena kleckai es una especie de coleóptero de la familia Mordellidae.

## Distribución geográfica
Habita en las islas Reunion.